# Příhody Pižly Mžika
Příhody Pižly Mžika (v anglickém originále Jakers! The Adventures of Piggley Winks (v USA) nebo Jakers (v Evropě)) je americko-britsko-irský animovaný dětský televizní seriál. Seriál byl vysílán na PBS Kids ve Spojených státech a na CBBC a CBeebies ve Spojeném království. Seriál měl tři řady a od 7. září 2003 do 23. ledna 2007 celkem vzniklo 52 epizod, přičemž reprízy ve Spojených státech a Spojeném království byly vysílány až do 31. srpna 2008. V České republice byl seriál vysílán od roku 2007 do 15. dubna 2013 na kanálu Minimax a od 1. února 2011 do 30. června 2015 jej vysílal kanál JimJam.
Seriál zaznamenává chlapecká dobrodružství Piggleyho Winkse, antropomorfního prasete z Irska, který pak tyto příběhy přibližuje svým vnukům jako dědeček v moderní době. Mnoho z příběhů se odehrává na farmě rodiny Winksových, Raloo, která se nachází ve vesnici Tara. Slovo „jakers“ bylo během 50. a 60. let 20. století ve velké části Irska původně eufemismem pro Ježíše a bylo zvoláním překvapení, potěšení, zděšení nebo znepokojení. Piggley a jeho otec jej používají výhradně k vyjádření radosti, když na svých dobrodružstvích něco objeví. Seriál obsahuje mluvený komentář herečky Joan Riversové a herce Mela Brookse.